# Philadelphia Opera

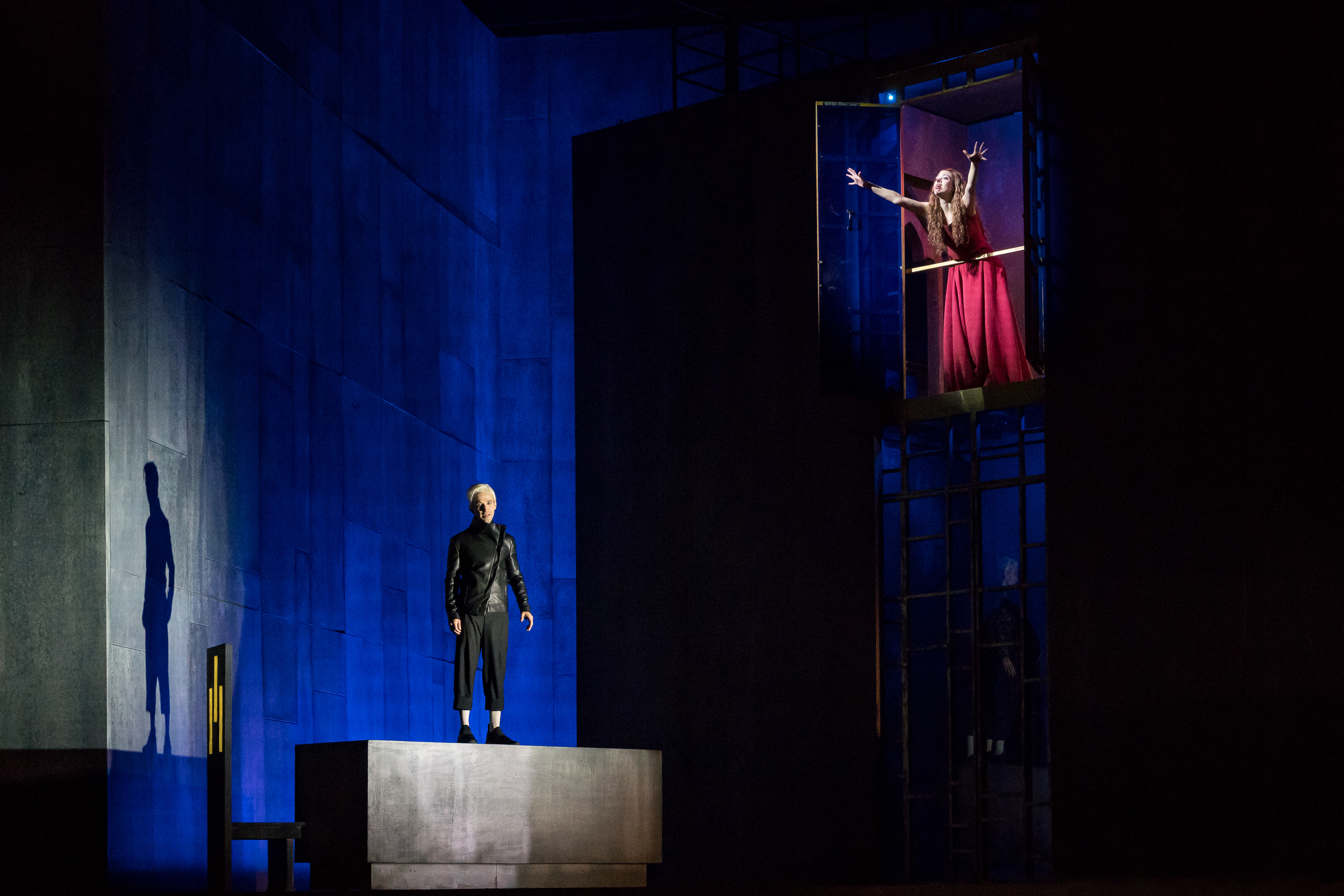
Une scène de la production 2018 de Written on Skin de George Benjamin à l'Opéra de Philadelphie.

L’Opera Company of Philadelphia souvent abrégée en Philadelphia Opera (Opéra de Philadelphie) est le principal opéra de la ville de Philadelphie. Il a été fondé en 1975 consécutivement à la fusion de deux institutions, l'opéra lyrique de Philadelphie (Philadelphia Lyric Opera Company) et du Grand Opéra de Philadelphie (Philadelphia Grand Opera Company). Le Philadelphia Opera se considère aujourd'hui comme le seul lieu proposant du Grand Opera, c'est-à-dire le seul à mettre en scène des opéras aux décors et à la mise en scène grandioses.